# بخش پوستوشکینسکی
بخش پوستوشکینسکی (به لاتین: Pustoshkinsky District) یک منطقهٔ مسکونی در روسیه است که در استان پسکوف واقع شده‌است.